# یواس‌اس پلایس (اس‌اس-۳۹۰)
یواس‌اس پلایس (اس‌اس-۳۹۰) (به انگلیسی: USS Plaice (SS-390)) یک زیردریایی بود که طول آن ۳۱۱ فوت ۶ اینچ (۹۴٫۹۵ متر) بود. این زیردریایی در سال ۱۹۴۳ ساخته شد.